# Vịt biển mào

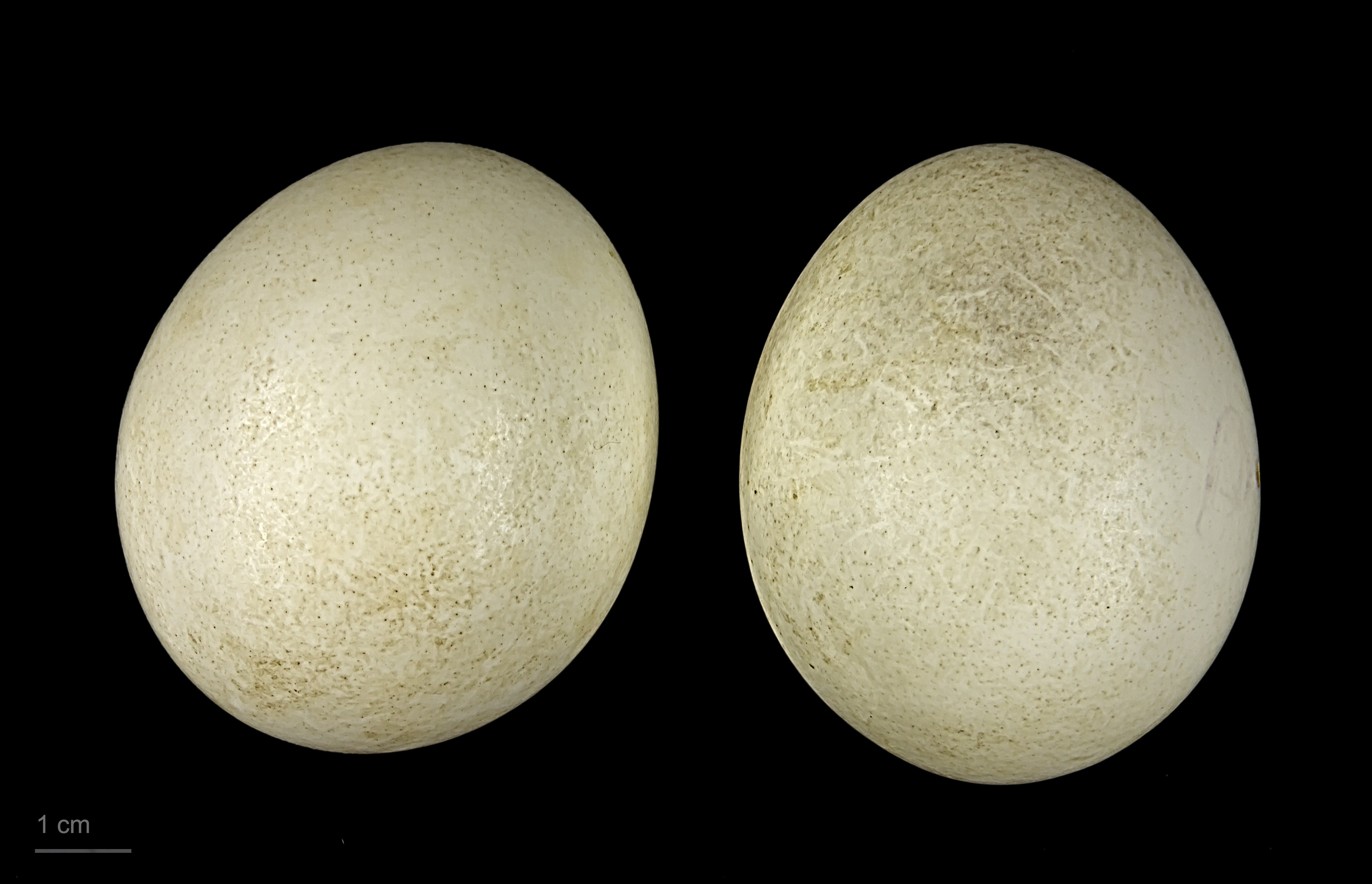
Lophodytes cucullatus

Vịt biển mào, tên khoa học Lophodytes cucullatus, là một loài chim trong họ Vịt.